# Водоворот

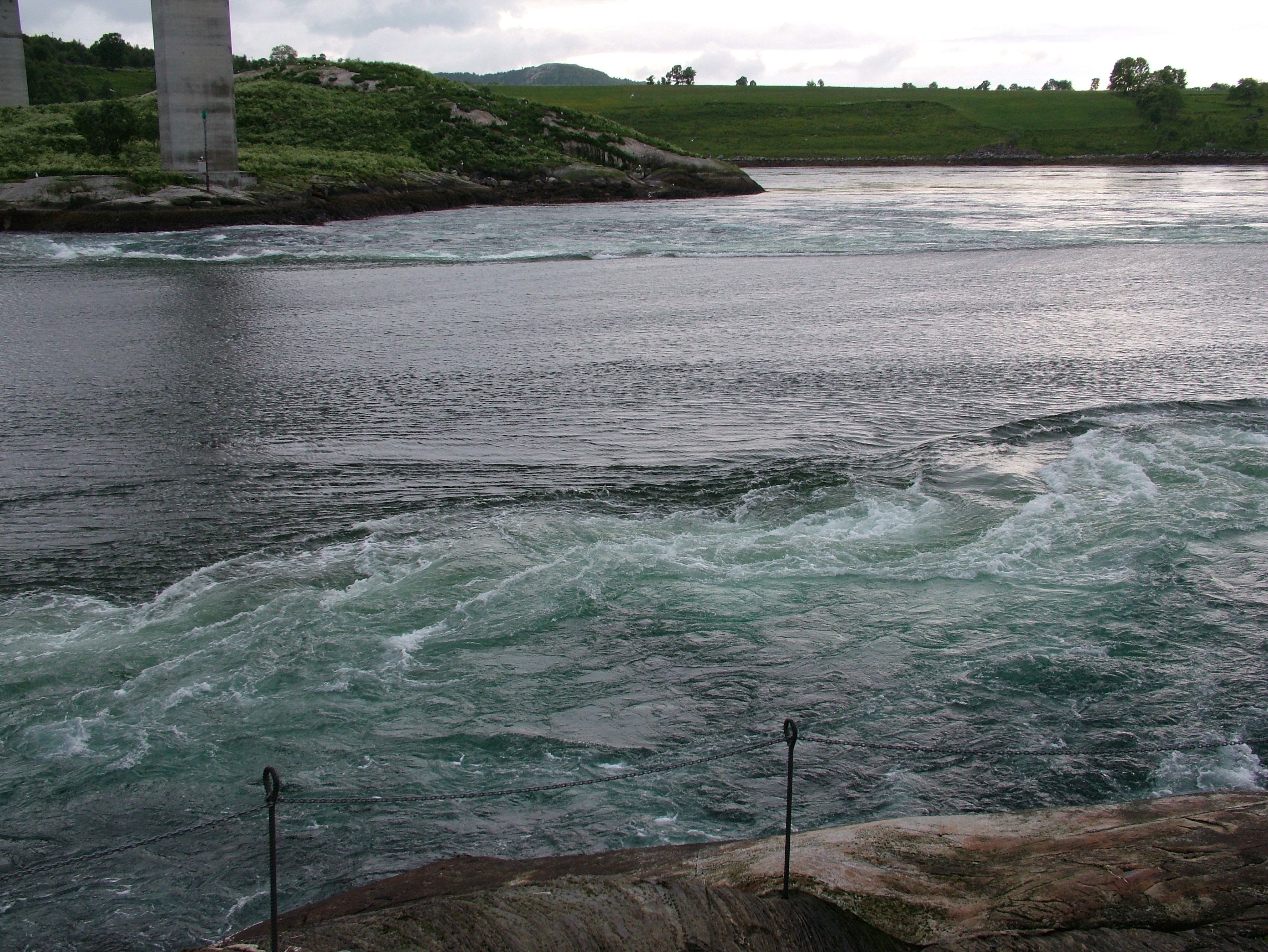
Водоворот

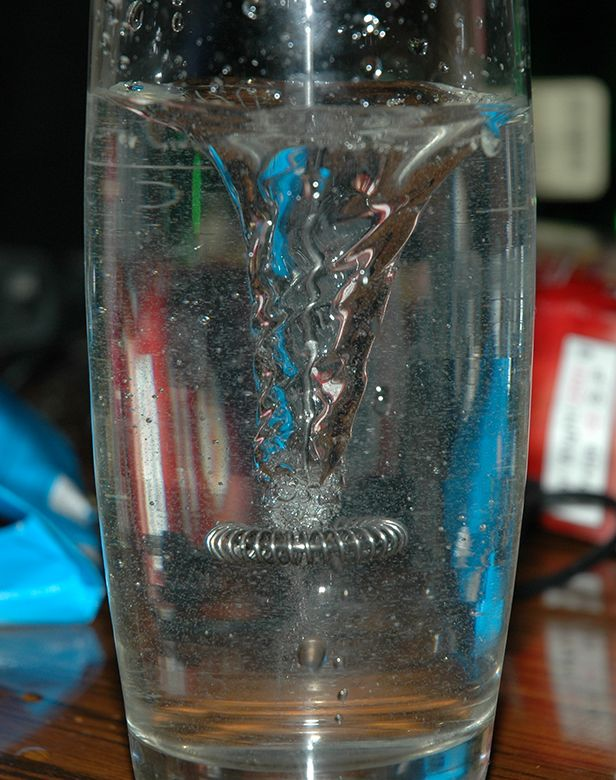
Водоворот в стакане воды

Водоворот (устаревшие названия водокруть, водоверть, сулой) — круговое движение в поверхностном слое воды, развивающееся на отдельных участках водоёмов или русловых потоков в результате слияния двух течений, при обтекании течением выступов берега, при резком расширении русла. Некоторые водовороты могут образовываться при быстром утекании воды в относительно узкое или небольшое отверстие, например в результате работы гидротехнического сооружения, пускающего воду по трубе. К этому виду водоворотов относятся также и небольшие водовороты при сливе воды в раковине. Такие водовороты также могут образоваться при сливе воды у дамбы, при перетекании воды в трубе из одного водоёма в другой (для образования водоворота труба должна быть полностью затоплена), в этом случае водоворот образуется у истока трубы. Такие виды водоворотов образуются из-за стремления воды попасть в определённую точку (слив), где потоки воды с разных сторон сталкиваются, образуя круговое движение.

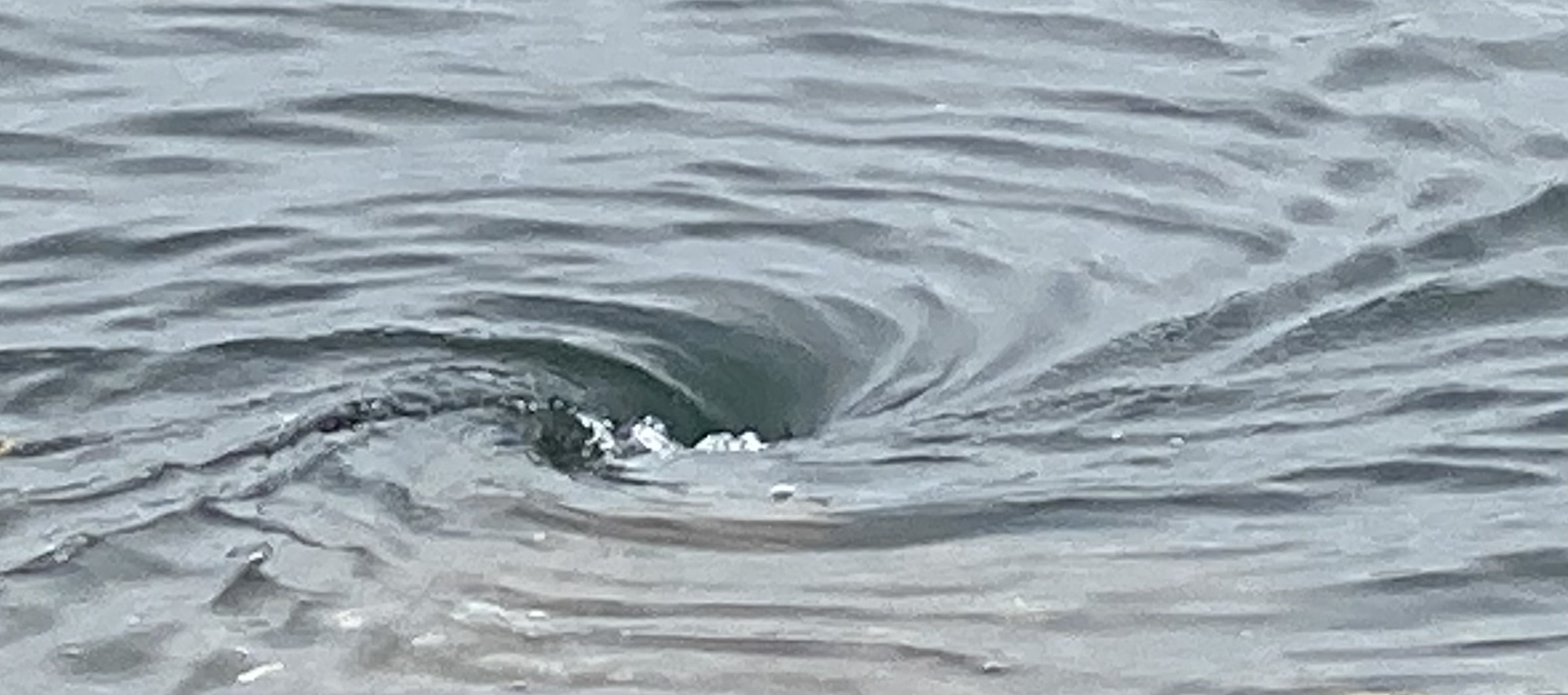
Небольшой (0,3 метра шириной) водоворот на реке Баллонья в Лос- Анджелесе, образовавшийся из-за перетекания воды из реки в лагуну Дел Рей посредством трубы. Наводная съёмка.

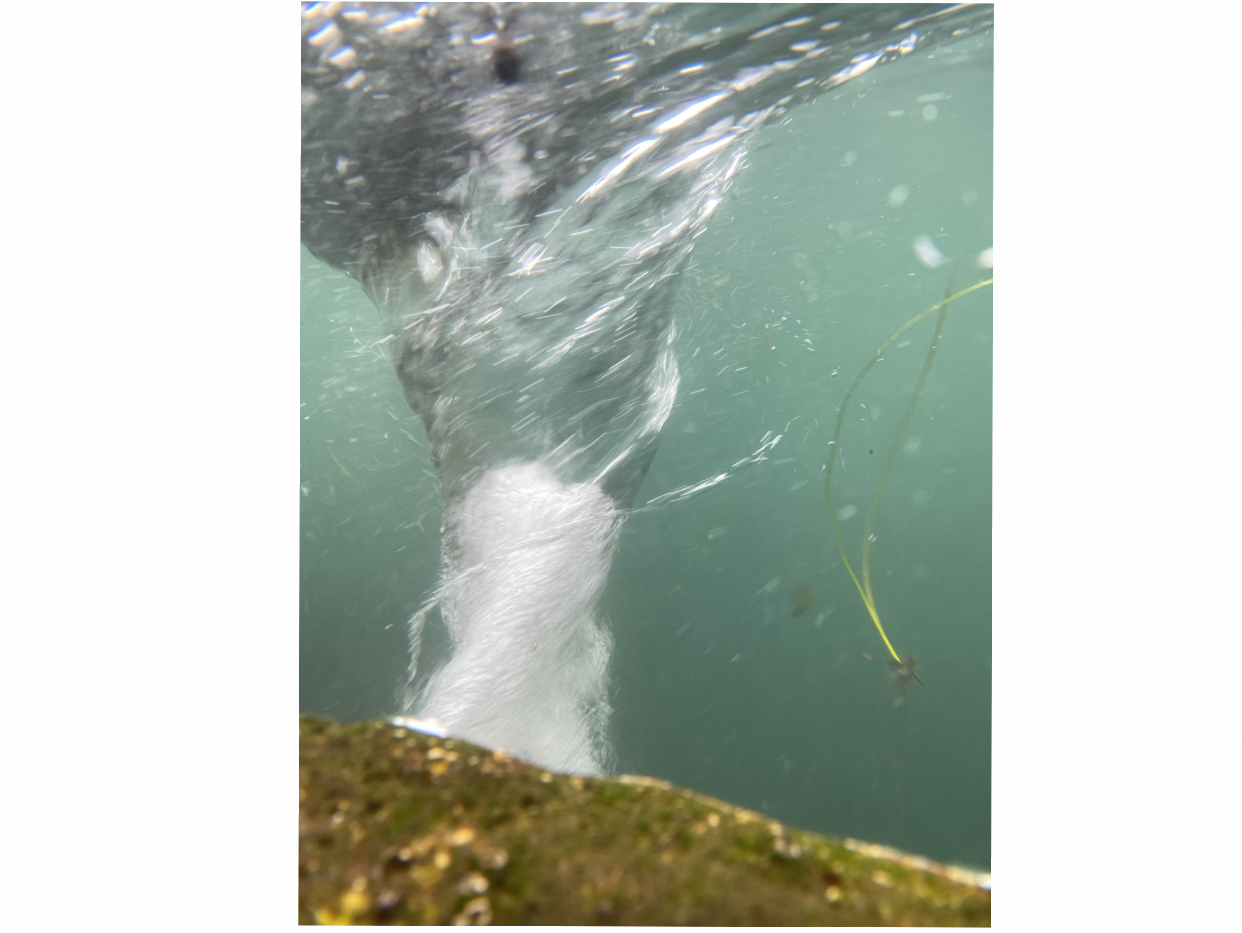
Небольшой (0,3 метра шириной) водоворот на реке Баллонья в Лос- Анджелесе, образовавшийся из-за перетекания воды из реки в лагуну Дел Рей посредством трубы. Съёмка под водой, в нижней части фотографии видна часть трубы, отвечающая за образование воронки.

В реках большого размера (десятки-сотни метров) участки с вращательным движением воды называют су́водями.
Морские водовороты вызываются столкновениями приливных и отливных волн и встречных течений.
Движение воды в водоворотах может достигать очень больших скоростей. Горизонтальные размеры меняются от нескольких сантиметров до нескольких километров (в открытом океане).
Водовороты делятся на:
- Постоянные.
- Сезонные.
- Эпизодические.

Наиболее известными являются следующие водовороты:
- Водовороты Сцилла и Харибда в Мессинском проливе.
- Водоворот Мальстрём (или Москенстрёумен) неподалёку от Лофотенских островов, упоминаемый Жюлем Верном в книге «Двадцать тысяч лье под водой», а также в рассказе Эдгара По «Низвержение в Мальстрем».
- Водоворот Койребрикэн в Шотландии.
- Водоворот Наруто в Японии.